# 1812
| [ Edytuj tabelę ]              | |
| Książę Warszawski              | - 1807 Fryderyk August I 1815 |
| Emir Afganistanu               | - 1809 Mahmud Szah Durrani 1818 |
| Współksiążęta Andory           | - 1797 Francesc Antoni de la Dueña y Cisneros 1812 - 1806 Napoleon Bonaparte 1812                                                       |
| Cesarz Austrii                 | - 1804 Franciszek II Habsburg 1835 |
| Król Bawarii                   | - 1805 Maksymilian I Józef 1825 |
| Sułtan Brunei                  | - 1807 Muhammad Kanzul Alam 1829 |
| Cesarz Chin                    | - 1796 Jiaqing 1820 |
| Król Czech                     | - 1792 Franciszek II Habsburg 1835 |
| Król Danii                     | - 1808 Fryderyk VI 1839 |
| Dalajlama                      | - 1806 Lungtok Gjaco 1815 |
| Władca Egiptu                  | - 1805 Muhammad Ali 1848 |
| Cesarz Francuzów               | - 1804 Napoleon Bonaparte 1814 |
| Prezydent Haiti                | - 1806 Alexandre Pétion 1818 |
| Król Haiti                     | - 1811 Henryk I 1820 |
| Król Hawajów                   | - 1810 Kamehameha I 1819 |
| Król Hiszpanii                 | - 1808 Józef Bonaparte 1813 |
| Szach Iranu                    | - 1797 Fath Ali Szah 1834 |
| Państwo Wielkich Mogołów       | - 1806 Akbar Szah II 1837 |
| Król Irlandii                  | - 1760 Jerzy III Hanowerski 1820 |
| Cesarz Japonii                 | - 1779 Kōkaku 1817 |
| Kalif                          | - 1808 Mahmud II 1839 |
| Patriarcha Konstantynopola     | - 1809 Jeremiasz IV 1813 |
| Władca Korei                   | - 1800 Sunjo 1834 |
| Emir Kuwejtu                   | - 1762 Abd Allah I 1814 |
| Książę Liechtensteinu          | - 1805 Jan I 1836 |
| Sułtan Maroka                  | - 1792 Maulaj Sulajman 1822 |
| Król Nepalu                    | - 1799 Girvan Yudha 1816 |
| Premier Nepalu                 | - 1806 Bhimsen Thapa 1837 |
| Król Norwegii                  | - 1784 Fryderyk VI 1814 |
| Sułtan Omanu                   | - 1807 Sa’id ibn Sultan 1856 |
| Papież                         | - 1800 Pius VII 1823 |
| Król Portugalii                | - 1777 Maria I 1816 |
| Król Prus                      | - 1797 Fryderyk Wilhelm III 1840 |
| Car Rosji                      | - 1801 Aleksander I 1825 |
| Król Saksonii                  | - 1806 Fryderyk August I 1827 |
| Kapitanowie Regenci San Marino | - 1811 Giuseppe Mercuri Pier Vincenzo Giannini 1812 - 1812 Camillo Bonelli Livio Casali 1812 - 1812 Francesco Giannini Pietro Zoli 1813 |
| Król Sardynii                  | - 1802 Wiktor Emanuel I 1821 |
| Król Szwecji                   | - 1809 Karol XIII 1818 |
| Król Tajlandii                 | - 1809 Buddha Loetla Nabhalai 1824 |
| Sułtan Turków                  | - 1808 Mahmud II 1839 |
| Prezydent USA                  | - 1809 James Madison 1817 |
| Król Węgier                    | - 1792 Franciszek 1835 |
| Monarcha Wielkiej Brytanii     | - 1760 Jerzy III 1820 |
| Premier Wielkiej Brytanii      | - 1809 Spencer Perceval 1812 - 1812 Robert Jenkinson 1827                                                                               |
| Cesarz Wietnamu                | - 1802 Gia Long 1820 |
| Król Włoch                     | - 1805 Napoleon I 1814 |

Rok 1812 / MDCCCXII
stulecia: XVIII wiek ~
XIX wiek ~
XX wiek

dziesięciolecia:
1780–1789 •
1790–1799 •
1800–1809 •
1810–1819
• 1820–1829
• 1830–1839
• 1840–1849

lata: 1802 «
1807 «
1808 «
1809 «
1810 «
1811 «
1812
» 1813
» 1814
» 1815
» 1816
» 1817
» 1822

## Wydarzenia w Polsce
- 3 marca – została utworzona Legia Księstwa Warszawskiego.
- 5 marca – Napoleon Bonaparte utworzył złożony z Polaków 5 Korpus Wielkiej Armii.
- 26 maja – Fryderyk August I przekazał pełnię swojej władzy Radzie Ministrów Księstwa Warszawskiego.
- 22 czerwca – w Wyłkowyszkach Napoleon Bonaparte w rozkazie dziennym do armii ogłosił początek II wojny polskiej, co oznaczało wojnę z Rosją.
- 28 czerwca:
  - na sesji nadzwyczajnej Sejmu Księstwa Warszawskiego odczytano Akt Konfederacji Generalnej Królestwa Polskiego.
  - zawiązała się Konfederacja Generalna Królestwa Polskiego.
  - inwazja Napoleona na Rosję: zwycięstwa wojsk polsko-francuskich w bitwach pod Dziawołtowem i Rykontami.
- 1 lipca – Napoleon Bonaparte powołał Komisję Rządu Tymczasowego Wielkiego Księstwa Litewskiego.
- 10 lipca – inwazja Napoleona na Rosję: klęska polskiej dywizji w bitwie pod Mirem.
- 20 sierpnia – otwarto teatr w Płocku.

## Wydarzenia na świecie
- 19 stycznia – wojska angielskie pokonały Francuzów pod Ciudad Rodrigo.
- 2 lutego – Rosja założyła faktorię handlową w Fort Ross (Kalifornia).
- 7 lutego – Miasto New Madrid w stanie Missouri nawiedziło ostatnie spośród trwającej od 16 grudnia 1811 roku serii czterech trzęsień ziemi, najpotężniejszych w historii we wschodnich USA.
- 13 lutego – wojna rosyjsko-perska (1804–1813) – Persowie pokonali Rosjan w bitwie nad rzeką Araks.
- 27 lutego – na jednej z wysp na rzece Parana po raz pierwszy podniesiono flagę Argentyny.
- 16 marca – wojska Wellingtona rozpoczęły oblężenie Badajoz, hiszpańskiego miasta bronionego przez wojska Napoleona.
- 19 marca – w Kadyksie została uchwalona pierwsza konstytucja Hiszpanii.
- 26 marca – trzęsienie ziemi w stolicy Wenezueli Caracas zabiło 15–20 tys. osób.
- 6 kwietnia – wojny napoleońskie w Hiszpanii i Portugalii: kapitulacja francuskiego garnizonu w hiszpańskim mieście Badajoz przed wojskami brytyjsko-portugalskimi.
- 8 kwietnia – cesarz Aleksander I ustanowił Helsinki stolicą Wielkiego Księstwa Finlandii.
- 30 kwietnia – Luizjana jako 18. stan dołączyła do Unii.
- 11 maja – premier Zjednoczonego Królestwa Wielkiej Brytanii i Irlandii Spencer Perceval został zamordowany przez zbankrutowanego kupca Johna Bellinghama.
- 28 maja – w Bukareszcie podpisano traktat pokojowy kończący wojnę rosyjsko-turecką (1806–1812). Do Rosji przyłączono Besarabię.
- 8 czerwca – Robert Jenkinson został premierem Wielkiej Brytanii.
- 18 czerwca – początek wojny brytyjsko-amerykańskiej.
- 23 czerwca – początek wojny francusko-rosyjskiej. Wielka Armia przekroczyła Niemen. Rozpoczęła się wyprawa Napoleona na Rosję.
- 28 czerwca – inwazja Napoleona na Rosję: zwycięstwa wojsk polsko-francuskich w bitwach pod Dziawołtowem i Rykontami.
- 6 lipca – w Kilmarnock uruchomiono pierwszą w Szkocji publiczną linię kolejową (dł. 16 km, rozstaw szyn 1219 mm).
- 18 lipca – Wielka Brytania i Rosja zawarły sojusz przeciwko Napoleonowi.
- 22 lipca – klęska armii francuskiej w bitwie z siłami angielsko-hiszpańsko-portugalskimi pod Salamanką.
- 11 sierpnia – Brytyjczycy wkroczyli do Madrytu.
- 12 sierpnia – w Anglii na trasę Middleton – Leeds wyruszyła „Salamanca”, pierwsza w świecie lokomotywa kolei zębatej.
- 16-18 sierpnia – kampania rosyjska Napoleona: bitwa pod Smoleńskiem.
- 17-18 sierpnia – kampania rosyjska Napoleona: I bitwa pod Połockiem.
- 5-7 września – kampania rosyjska Napoleona: bitwa pod Borodino.
- 14 września – kampania rosyjska Napoleona: Wielka Armia Napoleona wkroczyła do ogarniętej pożarem Moskwy.
- 13 października – bitwa pod Queenston Heights pomiędzy wojskami brytyjskimi oraz amerykańskimi.
- 18 października – kampania rosyjska Napoleona: Napoleon opuścił Moskwę. Rozpoczął się odwrót Wielkiej Armii.
- 24 października – kampania rosyjska Napoleona: zwycięstwo Francuzów w bitwie pod Małojarosławcem.
- 25 października – wojna brytyjsko-amerykańska: na południe od Azorów amerykański okręt wojenny USS United States zmusił do poddania brytyjską jednostkę HMS Macedionan, na pokładzie której zginęło wskutek ostrzału 104 marynarzy.
- 1 listopada – Wojna rosyjsko-perska (1804–1813) – podczas kolejnej bitwy nad rzeką Araks zwycięstwo odnieśli Rosjanie.
- 3 listopada – kampania rosyjska Napoleona: bitwa pod Wiaźmą.
- 15-18 listopada – bitwa pod Krasnym pomiędzy wycofującymi się spod Moskwy pozostałościami Wielkiej Armii Napoleona a rosyjską armią pod wodzą Kutuzowa.
- 26-29 listopada – kampania rosyjska Napoleona: resztki Wielkiej Armii przeprawiły się przez Berezynę (bitwa nad Berezyną).
- 5 grudnia – epilog kampanii moskiewskiej: Napoleon wyjechał ze Smorgoń do Paryża, powierzając dowództwo nad resztkami Wielkiej Armii Muratowi.
- 8 grudnia – 40 osób zginęło w trzęsieniu ziemi z epicentrum w rejonie miasta Wrightwood w Kalifornii.
- 20 grudnia – Bracia Grimm opublikowali I wydanie bajek dla dzieci „Kinder- und Hausmärchen”.
- 29 grudnia – wojna brytyjsko-amerykańska: fregata amerykańska USS „Constitution” zatopiła na południowym Atlantyku płynącą do Indii brytyjską fregatę HMS „Java”.

## Urodzili się
- 12 stycznia – Herkules Dembowski, astronom włoski polskiego pochodzenia (zm. 1881)
- 13 stycznia – Teodor Tripplin, polski prekursor fantastyki naukowej (zm. 1881)
- 22 stycznia – Aleksandra Faucher, polska pianistka, działaczka społeczna (zm. 1905)
- 7 lutego – Charles Dickens, pisarz angielski (zm. 1870)
- 8 lutego – Agenor Romuald Gołuchowski, arystokrata polski, galicyjski hrabia, austriacki polityk konserwatywny, minister spraw wewnętrznych Austrii (zm. 1875)
- 16 lutego – Henry Wilson, amerykański polityk, wiceprezydent USA (zm. 1875)
- 19 lutego – Zygmunt Krasiński, polski poeta i dramaturg (zm. 1859)
- 26 lutego – Jan Alfons Brandt, polski lekarz, uczestnik powstania listopadowego (zm. 1846)
- 27 lutego – Samo Chalupka, słowacki poeta romantyczny (zm. 1883)
- 17 marca – Edward Hammond, amerykański prawnik, polityk, kongresman ze stanu Maryland (zm. 1882)
- 19 marca – Władysław Gruszecki, polski prawnik i ekonomista, członek Rady Stanu Królestwa Polskiego (zm. 1876)
- 24 marca – Leopold Kronenberg, warszawski bankier, inwestor (zm. 1878)
- 26 kwietnia – Alfred Krupp, niemiecki przemysłowiec (zm. 1887)
- 18 maja – Franciszek Coll, hiszpański dominikanin, założyciel Dominikanek od Zwiastowania NMP, święty katolicki (zm. 1875)
- 28 maja - Amalie Renner, wrocławska handlarka, związana z Piwnicą Świdnicką (zm. 1884)
- 9 czerwca – Johann Gottfried Galle, niemiecki astronom (zm. 1910)
- 14 czerwca – Antoni Patek, polski zegarmistrz, uczestnik powstania listopadowego (zm. 1877)
- 28 lipca – Józef Ignacy Kraszewski, polski pisarz i historyk (zm. 1887)
- 31 lipca - Amalia de Beauharnais, cesarzowa brazylijska (zm. 1873)
- 4 sierpnia – Andrzej Seidler-Wiślański, austriacki urzędnik, prezydent Krakowa (zm. 1895)
- 24 sierpnia – Franciszek Pinazo, hiszpański franciszkanin, misjonarz, męczennik, błogosławiony katolicki (zm. 1860)
- 8 września – Laura von Hardenberg, niemiecka arystokratka (zm. 1857)
- 16 września
  - Anna Louisa Geertruida Bosboom-Toussaint, holenderska pisarka pochodzenia francuskiego (zm. 1886)
  - Robert Fortune, szkocki botanik, znany ze sprowadzenia herbaty z Chin do Indii (zm. 1880)
- 14 listopada – Maria Krystyna Sabaudzka, królowa Obojga Sycylii, błogosławiona katolicka (zm. 1836)
- 23 grudnia – Alfred Schouppé, polski malarz, autor pejzaży tatrzańskich, jeden z założycieli Towarzystwa Zachęty Sztuk Pięknych w Warszawie (zm. 1899)
- 24 grudnia – Adam Jasiński, polski duchowny katolicki, biskup przemyski (zm. 1862)

- data dzienna nieznana: 
  - Marta Wang Luo Mande, chińska męczennica, święta katolicka (zm. 1861)

## Święta ruchome
- Tłusty czwartek: 6 lutego
- Ostatki: 11 lutego
- Popielec: 12 lutego
- Niedziela Palmowa: 22 marca
- Wielki Czwartek: 26 marca
- Wielki Piątek: 27 marca
- Wielka Sobota: 28 marca
- Wielkanoc: 29 marca
- Poniedziałek Wielkanocny: 30 marca
- Wniebowstąpienie Pańskie: 7 maja
- Zesłanie Ducha Świętego: 17 maja
- Boże Ciało: 28 maja